# Уокер, Стивен
Стивен Уокер (англ. Stephen Walker) — британский писатель и кинорежиссер. Получил образование в Оксфордском и Гарвардском университетах. Снял или продюсировал около 30 фильмов и дважды входил в десятку лучших режиссеров Великобритании по версии журнала Broadcast .

## Ранние годы
Получил образование в школе Святого Павла в Лондоне и Вустерском колледже в Оксфорде, где получил степень бакалавра современной истории. Впоследствии получил стипендию Джона Лаунсбери для обучения в аспирантуре Гарвардского университета, где получил степень магистра философии и истории науки. Поступил на работу в BBC.

## Книги
Первая книга Уокера King of Cannes: Madness, Mayhem and the Movies (1999) вышла в издательствах Bloomsbury и Penguin USA в 2000 году.  На материале книги вышел документальный фильм BBC «Waiting for Harvey».
Вторая книга Shockwave: Countdown to Hiroshima (2005) рассказывает историю трех месяцев до падения атомной бомбы в августе 1945 года. Вышла в издательстве HarperCollins и получила положительные сравнения с классическим послевоенным отчетом Джона Херси о Хиросиме . Киностудия Working Title Films. Снимает по книге фильм, в число сценаристов которого вошли Том Стоппард и Хосейн Амини. В 2000 году книга была переиздана с издательством HarperCollins к 75-летию бомбардировки Хиросимы.
Действие  книги Уокера «Beyond: The Astonishing Story of the First Human to Leave Our Planet and Journey Into Space», разворачивается в разгар холодной войны» весной 1961 года, в то время когда США и СССР вели гонку за вывод первого человека  в космос. Книга была опубликована в 2021 году издательством HarperCollins в США и Великобритании в год 60-летия полета Юрия Гагарина. По сценарию, написанному на основе книги   Work Title Films начала съемки шестисерийного сериала. Сценарий написал Джон Колли, автор сценария фильм Питера Вейра Master and Commander.

## Кино и телевидение
В 2007 году на ББС  Channel 4 вышел документальный фильм « A Boy Called Alex» о музыкальном вундеркинде из Итонского колледжа, который страдает от муковисцидоза.  Фильм получил премию Эмми и две «Золотые розы» — самую престижную телевизионную премию Европы. Фильм «Молодое сердце», рассказывает о хоре пожилых американцев, испольняющих рок-музыку, получил приз зрительских симпатий на кинофестивале в Лос-Анджелесе и еще 23 награды зрительских симпатий на кинофестивалях по всему миру, в том числе в Париже, Сиднее и Варшаве.  Сцена из фильма, где восьмидесятилетний Фред Ниттл поет песню группы Coldplay Fix You, набрала 2,8 миллиона просмотров на YouTube.

## Личная жизнь
Бывшая партнерша — телепродюсер и режиссер Салли Джордж.  Живет в Лондоне и имеет дочь. В свободное время летает на мини-самолете.

## Фильмография
- Prisoners in Time (1995)
- Jewish Wedding (1996)
- Waiting for Harvey (1999)
- Hardcore (2001)
- Faking It: Punk Rocker to Orchestra Conductor (2002)[14]
- Hiroshima – A Day That Shook The World (2005) (drama-documentary)
- A Boy Called Alex (2007)
- Young@Heart (film)|Young@Heart (2007)
- Silver Surfers (2007)
- George Melly’s Last Stand (2008)
- Operation Mincemeat (2010) Presented by Ben Macintyre
- The Real Magnificent Men in their Flying Machines (Propellerheads) (2011)
- DOUBLE AGENT: The Eddie Chapman Story (2011) Presented by Ben Macintyre
- The Day I Got My Sight Back (2013)